# Historia de la selección de rugby de Irlanda

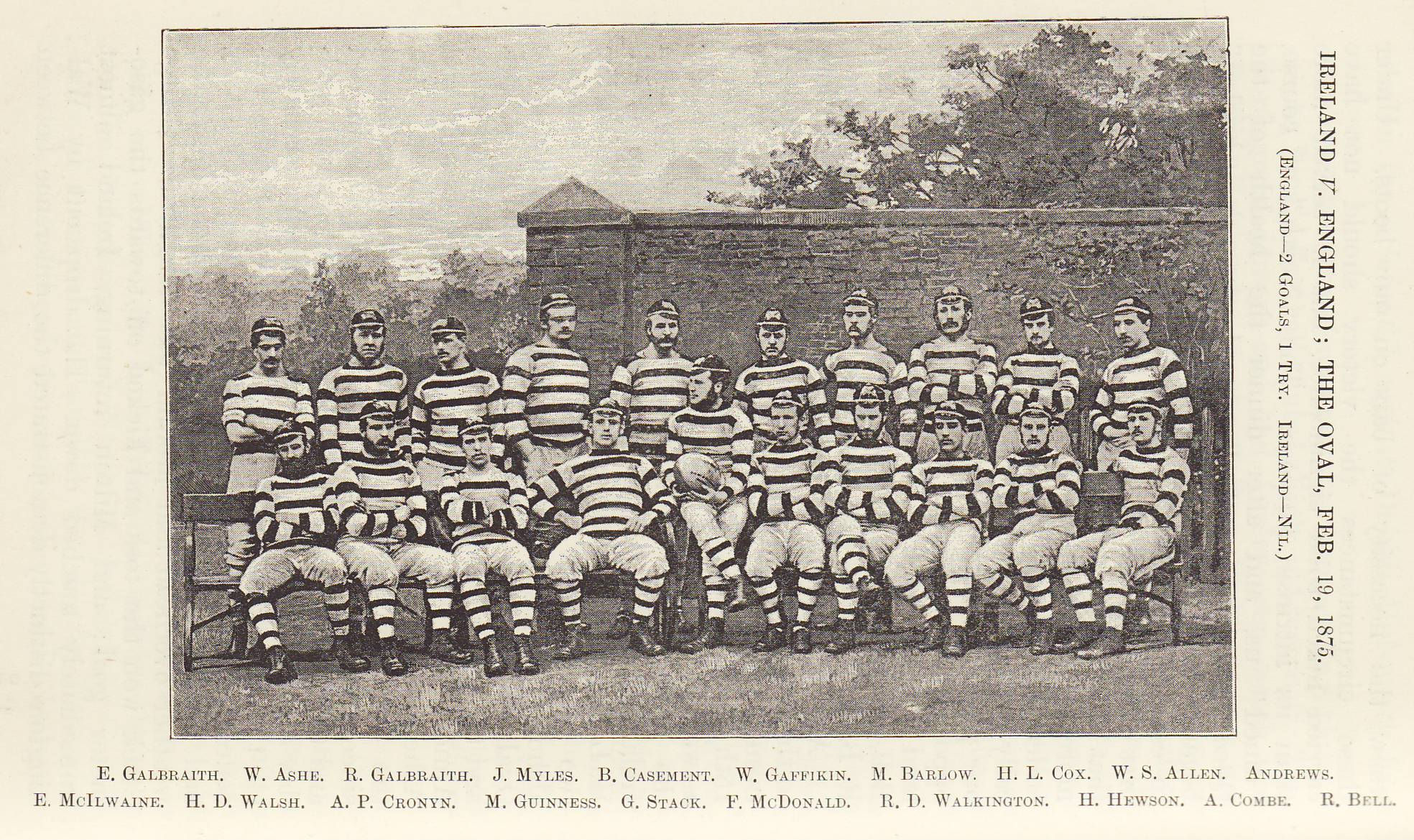
Primer equipo, 1875.

La historia de la selección de rugby de Irlanda inicia en 1875.

## Primeros años
La popularidad del rugby en Irlanda creció sobremanera tras la primera Triple Corona en 1894 y la visita de los primeros All Blacks (selección nacional de Nueva Zelanda) en 1905.

## SigloXX
La primera victoria ante Francia fue en 1909, por 19 a 8. La época dorada del rugby irlandés llegó tras la Segunda Guerra Mundial, a partir de 1948, con el primer y único Grand Slam hasta el conseguido en 2009, y otra Triple Corona y Cinco Naciones al año siguiente. Volverían a ganar el título en 1951.
En 1954, disputaron el último partido hasta 2007 en territorio norirlandés. Debían enfrentarse a Escocia, y los jugadores nacidos en el lado sur de la frontera le dijeron a la Unión de Rugby Irlandesa que no estaban dispuestos a ponerse en pie ante el "God Save the Queen", así que se dispuso que sonaría un himno más corto llamado "The Salute" (El Saludo), y que ese sería el último encuentro en Irlanda del Norte. Los sesenta vieron una Irlanda bastante mediocre, exceptuando cuatro victorias seguidas ante Australia (incluida la primera vez que una selección de las islas británicas, "Home Nations", ganó en el Hemisferio Sur, en 1967) y la primera ante los "Springboks".
En 1974, tras 23 años sin conquistarlo, se hacía con el Cinco Naciones de nuevo. En la primera Copa del Mundo, disputada en Australia y Nueva Zelanda, Irlanda llegó a cuartos de final, cayendo en Sídney contra los locales. Cuatro años más tarde, en Inglaterra, Irlanda fue derrotada por Escocia en la fase de grupos, conduciendo al combinado celta a otros cuartos de final contra Australia que a punto estuvieron de ganar, siendo tal vez la ocasión donde más cerca han estado del éxito internacional. En 1995, en África del Sur, superaron al País de Gales, aunque fueron derrotados por la Nueva Zelanda de Jonah Lomu, para hacer su tercera aparición consecutiva en los cuartos de final.

## Profesionalismo
Con la llegada del profesionalismo al deporte en 1995, la Unión de Rugby de Irlanda decidió crear la "Celtic League" (Liga Celta) para potenciar el desarrollo del deporte y fortalecer al en aquellos años débil conjunto nacional, que en 1999 no pudo clasificarse por primera vez para las rondas eliminatorias en la Copa del Mundo. Las potentes escuadras regionales irlandesas y la vuelta de los jugadores que se encontraban en las ligas inglesa y francesa, ayudaron al resurgir de Irlanda a partir de 2002.
En el Torneo de las Seis Naciones 2006, Irlanda ganó la Triple Corona por segunda vez en tres años y acabó segundo en conjunto.
En 2007, la IRFU creó el "Grupo selecto de alto rendimiento" de jugadores irlandeses prometedores. Con la reconstrucción de Lansdowne Road, se exigía un nuevo local; Croke Park, sede de la Gaelic Athletic Association, albergó dos de los partidos del Seis Naciones 2007, contra Francia e Inglaterra. Fueron considerados como posibles favoritos al título antes de fracasar estrepitosamente en la Copa del Mundo de Francia en 2007.
La campaña de Irlanda en el Seis Naciones 2008 incluyó tres derrotas. Eddie O'Sullivan dimitió como entrenador de Irlanda y fue nombrado Declan Kidney.

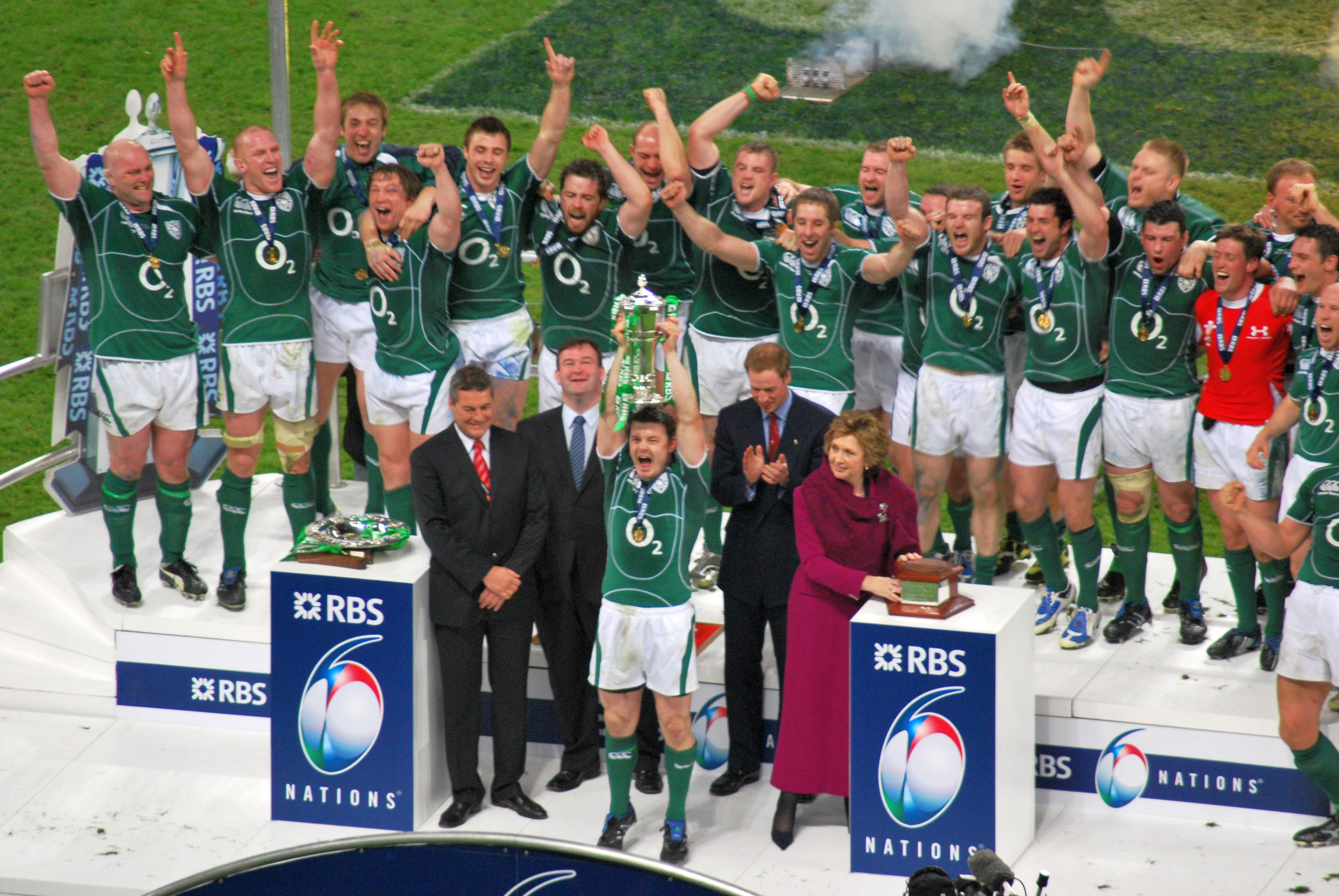
Campeones del Seis Naciones 2009 – Irlanda.

Irlanda ganó el Torneo de las Seis Naciones 2009 y el Grand Slam, su primera victoria en el torneo desde 1985 y primer Grand Slam desde 1948. Después de una victoria en los internacionales de otoño contra Sudáfrica y un empate contra Australia, Irlanda finalizó 2009 invicta.

## Años 2010
Durante el torneo de las Seis Naciones 2010, Ronan O'Gara se convirtió en el primer irlandés, y sólo el quinto jugador, que logró 1.000 puntos durante la derrota frente a Gales 19-13. En la victoria de Irlanda 24–8 sobre Inglaterra, Brian O'Driscoll logró su 25.º try para establecer un nuevo récord en el Seis Naciones en cuanto al número de tries marcados.[cita requerida]
La campaña de Irlanda en el torneo de las Seis Naciones 2012 incluyó dos victorias, dos derrotas y un empate, de manera que terminó, al final, tercera. La gira de verano, ese año, por Nueva Zelanda, incluyó una derrota 22–19, seguida por un vapuleo 60–0, la mayor derrota jamás sufrida por Irlada.

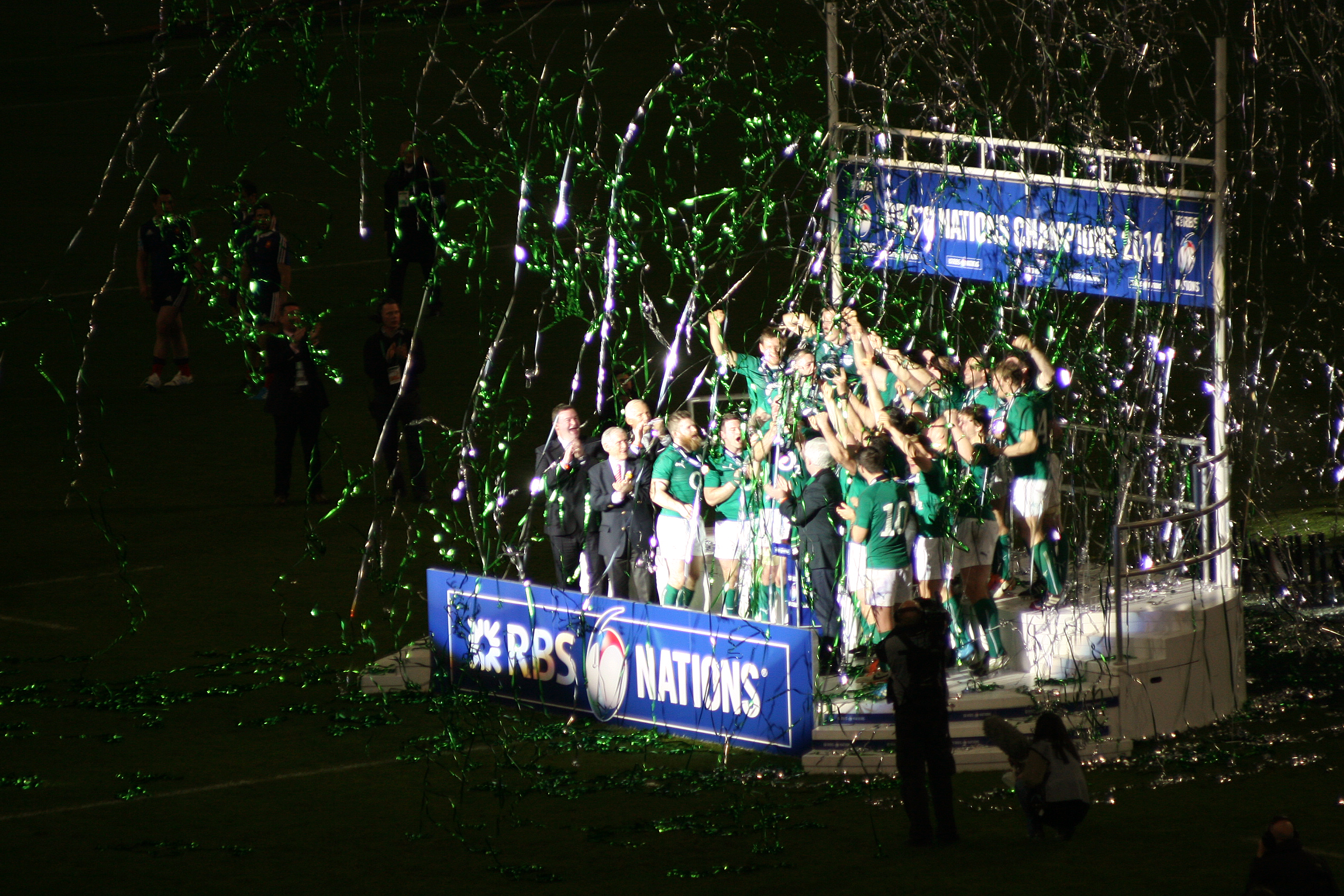
Irlanda celebra su Campeonato de 2014.

En el Seis Naciones de 2013 Irlanda sufrió dos derrotas, entre ellas la primera derrota frente a Italia en un Seis Naciones.
La IRFU declinó extender el contrato de Declan Kidney, y se anunció que Joe Schmidt sería el nuevo entrenador irlandés. Irlanda abrió su Torneo de las Seis Naciones 2014 con victorias sobre Escocia y Gales. Irlanda perdió 10–13 con Inglaterra. Irlanda ganó el siguiente partido, contra Italia, 46–7. Irlanda derrotó a Francia 22–20 en la fase final para reclamar el título de las Seis Naciones. En noviembre, derrotaron a Sudáfrica 29–15 y Australia 26–23 en Dublín.
Irlanda retuvo el título ganando el Torneo de las Seis Naciones 2015, con una victoria 40–10 sobre Escocia. Irlanda se convirtió en campeón gracias a los puntos.
En la Copa Mundial de Rugby de 2015 alcanzó los cuartos de final, siendo derrotado por Argentina.
En 2018 consigue el Torneo de las Seis Naciones 2018 y el Grand Slam y mismo día de San Patricio al ganar a la que era la vigente vencedora, Inglaterra en Twickenham por el marcador de 15-24